# Kulltjärnen (Ramsele socken, Ångermanland)
Kulltjärnen är en sjö i Sollefteå kommun i Ångermanland och ingår i Ångermanälvens huvudavrinningsområde. Sjön har en area på 0,0733 kvadratkilometer och ligger 291,8 meter över havet. Sjön avvattnas av vattendraget Tuvmyrbäcken.

## Delavrinningsområde
Kulltjärnen ingår i det delavrinningsområde (705235-153243) som SMHI kallar för Mynnar i Faxälvens vattendragsyta. Medelhöjden är 271 meter över havet och ytan är 15,24 kvadratkilometer. Det finns inga avrinningsområden uppströms utan avrinningsområdet är högsta punkten. Tuvmyrbäcken som avvattnar avrinningsområdet har biflödesordning 3, vilket innebär att vattnet flödar genom totalt 3 vattendrag innan det når havet efter 125 kilometer. Avrinningsområdet består mestadels av skog (71 procent) och sankmarker (23 procent). Avrinningsområdet har 0,07 kvadratkilometer vattenytor vilket ger det en sjöprocent på 0,5 procent. Bebyggelsen i området täcker en yta av 0,19 kvadratkilometer eller 1 procent av avrinningsområdet.